# Mychajło Paczowski
Mychajło Paczowski (lit. pseud. Mychań Łopacz, ur. 20 września 1861 w Dobrostanach, zm. 13 marca 1933 w Dolinie) – ukraiński pedagog, pisarz, publicysta, działacz społeczny.
Absolwent Uniwersytetu Wiedeńskiego, był nauczycielem we Lwowie i Kołomyi, następnie w latach 1911-1922 dyrektorem prywatnego ukraińskiego gimnazjum w Dolinie.
W latach 1918–1919 delegat powiatu dolińskiego do Ukraińskiej Rady Narodowej. 